# Rząd Franza von Papena

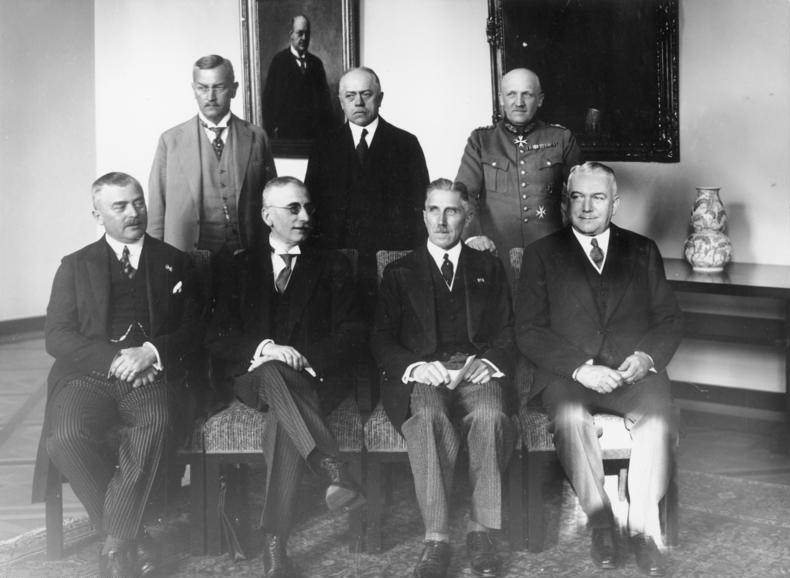
Gabinet von Papena

Rząd Franza von Papena – 1 czerwca 1932 – 3 grudnia 1932
| Funkcja                                    | Imię i nazwisko                                                        | Partia      |
| ------------------------------------------ | ---------------------------------------------------------------------- | ----------- |
| Reichskanzler – Kanclerz Rzeszy            | Franz von Papen                                                        | Zentrum     |
| Minister spraw zagranicznych               | Konstantin von Neurath                                                 | bezpartyjny |
| Minister spraw wewnętrznych                | Wilhelm Freiherr von Gayl                                              | DNVP        |
| Minister sprawiedliwości                   | Franz Gürtner                                                          | DNVP        |
| Minister finansów                          | Lutz Schwerin von Krosigk                                              | bezpartyjny |
| Minister gospodarki                        | Hermann Warmbold                                                       | bezpartyjny |
| Minister polityki żywnościowej i rolnictwa | Magnus von Braun (polityk)                                             | DNVP        |
| Minister pracy                             | Hermann Warmbold (do 5 czerwca 1932) Hugo Schaffer (od 6 czerwca 1932) | bezpartyjny |
| Minister obrony                            | Kurt von Schleicher                                                    | bezpartyjny |
| Minister transportu                        | Paul von Eltz-Rübenach                                                 | NSDAP       |
| Minister poczty                            | Paul von Eltz-Rübenach                                                 | NSDAP       |
| Minister bez teki                          | Johannes Popitz (od 29 października 1932)                              | bezpartyjny |
| Minister bez teki                          | Franz Bracht (od 29 października 1932)                                 | bezpartyjny |